# Parenthese
De parenthese is het los invoegen van een gedachte in de zinsbouw, ter aanvulling of verduidelijking van de gedachte.
Dit gebruik stamt uit de Latijnse omgangstaal (het zogenaamde vulgair Latijn), waarvan het de levendigheid ook kan suggereren in een literaire tekst. Zo'n invoeging zal in geschriften vaak tussen haakjes gezet worden, die ook parenthesen genoemd worden om ze te onderscheiden van de vierkante teksthaakjes.
voorbeeld
- 's Avonds gingen we (je weet hoeveel ik van muziek hou) naar de muziekkoepel in het plantsoen.